# Shahram Shabpareh
Shahram Shabpareh (in persiano شهرام شب‌پره‎; Teheran, 6 febbraio 1948) è un cantautore e attore iraniano.
Tra i più noti interpreti della scena pop iraniana, nel corso di una carriera pluridecennale ha venduto milioni di album in tutto il mondo.

## Carriera
Inizia la carriera nei primi anni sessanta, all'età di 13 anni, suonando la batteria. A 17 anni forma un proprio gruppo denominato Rebels.
Ha l'opportunità di lavorare con il giovane Ebi (Ebrahim Hamedi) e con Siavash Ghomeishi, due famose popstar iraniane già come membri dei Rebels negli anni sessanta. Negli anni settanta diventa uno dei solisti più noti. Shahram ha avuto la possibilità di recitare in patria in un paio di film che mostravano le giovani generazioni iraniane nel corso degli anni settanta.
Emigrato in California nel corso degli anni settanta, dopo la rivoluzione islamica del 1979 Shahram non avrà più l'opportunità di tornare in patria, poiché il nuovo regime della Repubblica islamica dell'Iran ne mette al bando la musica. Da allora vive negli Stati Uniti. Dopo la rivoluzione, ha condotto un proprio show televisivo su diverse emittenti radiotelevisive in lingua persiana di Los Angeles.
Dopo 40 anni di carriera è ancora uno degli artisti più popolari nella società iraniana. Il suo spettacolo, Diyar ("patria" in persiano), è ancora in corso.
Oltre al caratteristico stile della sua musica, Shahram è considerato il miglior batterista iraniano e gli viene riconosciuto il merito di aver contribuito alla crescita della musica pop iraniana attraverso la promozione di molti giovani artisti di talento, divenuti molto popolari, come Shams Siavash e Andy Madadian.
Ha lavorato con molti artisti, come Ebi, Leila Forouhar e Googoosh.
In ambito italofono è conosciuto principalmente per un video apparso su YouTube nel 2008, creato dal musicista Lorenzo Rutili e caricato sul proprio canale "Celestino Camicia", in cui una delle sue canzoni più famose, Pariyah (پریا) del 1986, viene sottotitolata con parole in italiano non correlate al testo originale, ma che ne ricordano il suono, secondo il fenomeno del mondegreen. Tale video (noto coi titoli di Esce ma non mi rosica e Hey lascia entrare Ascanio) ha conosciuto una crescente popolarità, fino a diventare un vero e proprio meme di Internet periodicamente riportato in trend ogni 8 gennaio: il legame con tale data si deve al fatto che, nel video in questione, i primi due versi della canzone vengono trascritti come Hey lascia entrare Ascanio / dall'8 di gennaio. Alla popolarità del fenomeno ha cooperato il gruppo rock demenziale italiano Nanowar of Steel, che fin dagli anni 2010 ha iniziato a eseguire il brano nei propri concerti e l'ha successivamente inciso in studio, includendolo nell'album Stairway to Valhalla. In seguito, nel 2020, il musicista Walter Carluccio si presentò come concorrente a Persia's got Talent (versione iraniana del format di talent show ideato da Simon Cowell) proponendo il brano "italianizzato" alle audizioni, senza superarle. Il 20 marzo 2025, in occasione dello show organizzato da BBC Persian Television (programma in lingua farsi del servizio pubblico radiotelevisivo britannico) per il Nawrūz (l'inizio del nuovo anno secondo il calendario persiano), lo stesso Lorenzo Rutili si è esibito nella canzone, insieme a Valerio Storch, chitarrista dei Nanowar of Steel, e alla presenza dello stesso Shahram Shabpareh.

## Discografia
- Rock & Roll (1977)
- Deyar (1980)
- Gorg o Bareh (1980)
- Baghe Alefbaa (1980)
- Didar (1980)
- Madresseh (1986)
- Telesm (1986)
- Hich Kodja Iran Nemisheh (1986)
- Pariyah (1986)
- Shaparak (1987)
- Khejalati (1989)
- Shagerd-e-Aval (1990)
- Summer 92 (1992)
- Summer 94 (1994)
- Story (1995)
- Rhythm of the Night (1998)
- Shahr Eshgh (1999)
- Donya (2001)
- Fire (2005)
- Tapesh (2008)
- Tar Ta Guitar (2012)
- Ragheeb (2013)

## Filmografia
- Shab-e ghariban, regia di Farzan Mohammad Deljou e Amir Mojahed (1975)
- Alafha-ye harz, regia di Farzan Mohammad Deljou e Amir Mojahed (1976)
- Mahiha Dar khak Mimirand, regia di Farzan Mohammad Deljou e Amir Mojahed (1977)
- Boo-ye Gandom, regia di Farzan Mohammad Deljou e Amir Mojahed (1977)

## Televisione
- Persian Talent Show, regia di Xarovan Eskandari (2014), reality